# 9-1-1: Нэшвилл
«9-1-1: Нэшвилл» (англ. 9-1-1: Nashville) — предстоящий американский процедурный драматический телесериал, премьера которого запланирована на канале ABC 16 октября 2025 года. Это второй спин-офф франшизы «9-1-1», после «9-1-1: Одинокая звезда», который завершился в начале 2025 года. Сериал создан Райаном Мёрфи, Тимом Майниром и Рашадом Райсани, а Брэд Фэлчак и Анджела Бассетт также выступают в роли исполнительных продюсеров.

## Актёрский состав
- Крис О’Доннелл — Капитан Дон Шарп, ветеран пожарной службы и бывший участник родео, руководит пожарной частью в Нэшвилле вместе со своим сыном Райаном[2]
- Джессика Кэпшоу — Блайт Уорд, жена Дона и мать Райана[3][4]
- Хейли Килгор[англ.] — Тейлор, пожарная, а также певица[5]
- Майкл Провост — Райан Шарп, сын Дона, пожарный и современный ковбой[5]
- Хуани Фелис[англ.] — Рокси — пожарная, адреналиновая наркоманка и бывший хирург-травматолог[5]
- Хантер МакВей — Блю, пожарный, который ведёт себя как плохой парень[5]
- Лиэнн Раймс — мать Блю
- Кимберли Уильямс-Пейсли

## Производство

### Разработка
После завершения сериала «9-1-1: Одинокая звезда» компания ABC в феврале 2025 года объявила о заказе на прямой выход сериала «9-1-1: Нэшвилл». Решение о размещении действия сериала в Нэшвилле было обусловлено уникальной музыкальной культурой и живописными пейзажами города.

### Кастинг
17 марта 2025 года было объявлено о присоединении Криса О'Доннелла к актёрскому составу. В апреле стало известно о присоединении Джессики Кэпшоу. В следующем месяце к проекту присоединились Лиэнн Раймс и Кимберли Уильямс-Пейсли. В том же месяце было объявлено, что Хейли Килгор, Майкл Провост, Хуани Фелис и Хантер МакВей станут постоянными актёрами сериала.

## Эфир
Премьера сериала запланирована на канале ABC 16 октября 2025 года.

## Франшиза
Оригинальный сериал «9-1-1» вышел на канале Fox в 2018 году и посвящён работе экстренных служб в Лос-Анджелесе. В 2020 году появилось продолжение — «9-1-1: Одинокая звезда», действие которого разворачивается в Остине, штат Техас. «9-1-1: Нэшвилл» знаменует собой расширение франшизы на третий крупный американский город.